# Tarbes
Tarbes este un oraș în Franța, prefectura departamentului Hautes-Pyrénées, în regiunea Midi-Pirinei. 